# Betzita
La betzita és un mineral de la classe dels silicats que pertany al grup de la cancrinita.

## Característiques
La betzita és un tectosilicat de fórmula química Na₆Ca₂(Al₆Si₆O₂₄)Cl₄. Va ser aprovada com a espècie vàlida per l'Associació Mineralògica Internacional l'any 2021, i publicada en el mes de març de 2023. Cristal·litza en el sistema hexagonal.
L'exemplar que va servir per a determinar l'espècie, el que es coneix com a material tipus, es troba conservat a les col·leccions del Museu Mineralògic Fersmann, de l'Acadèmia de Ciències de Rússia, a Moscou (Rússia), amb el número de registre: 5706/1.

## Formació i jaciments
Va ser descoberta al volcà Bellerberg, situat a Vordereifel, dins el districte de Mayen-Koblenz (Renània-Palatinat, Alemanya), l'únic indret de tot el planeta on ha estat descrita aquesta espècie mineral.